# Svijany
Svijany – wieś w Czechach, w kraju libereckim.
31 grudnia 2003 powierzchnia wsi wynosiła 269,62 ha, a liczba jej mieszkańców 286 osób. Leży 6 kilometrów na zachód od miasta Turnov.